# Districtul Žilina

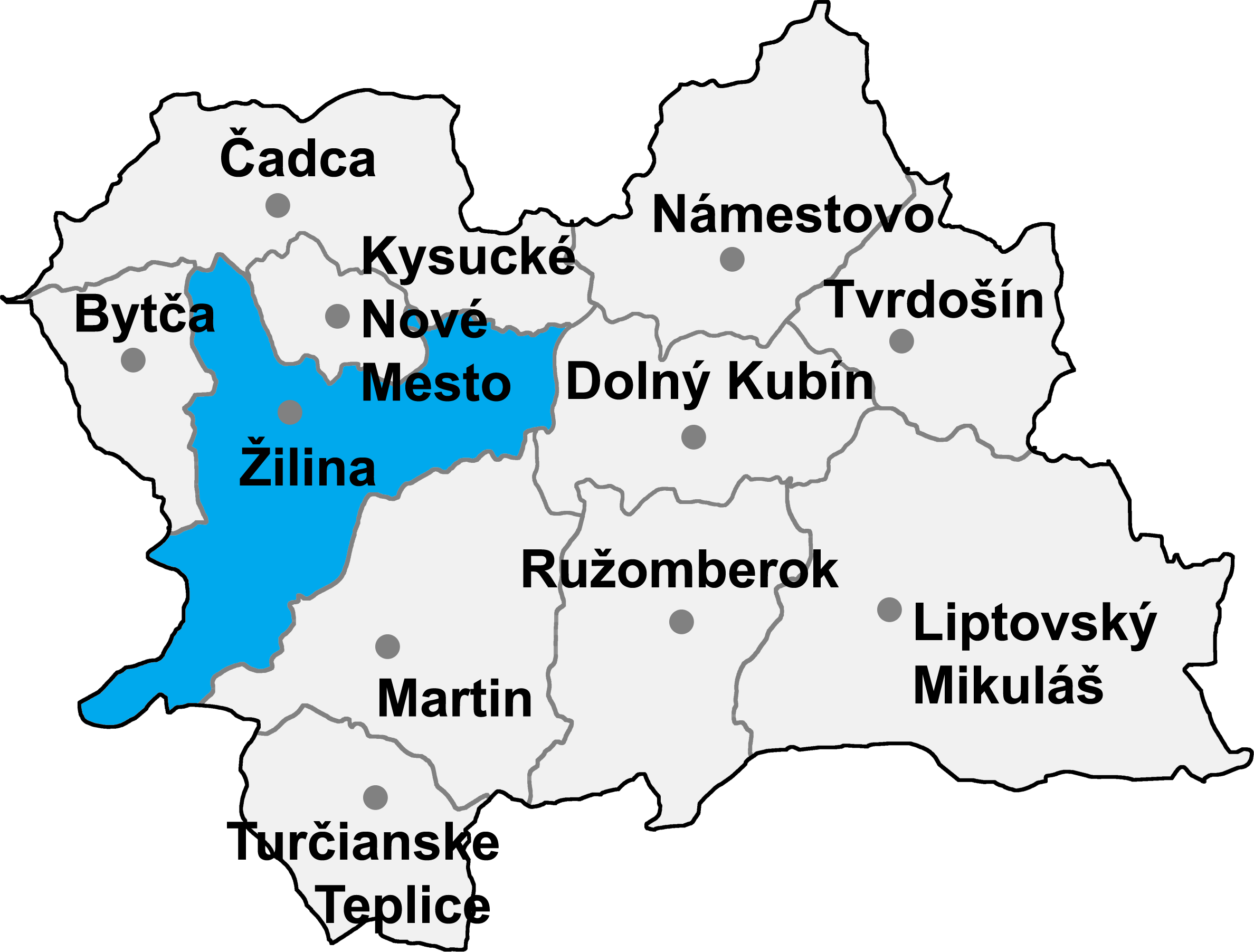
Districtul Žilina

Districtul Žilina (okres Žilina) este un district în Slovacia centrală, în Regiunea Žilina. 

## Demografie
| An:                | 1994    | 2004    | 2014    | 2024    |
| ------------------ | ------- | ------- | ------- | ------- |
| Număr de persoane: | 154.965 | 156.869 | 155.989 | 160.360 |
| Diferență:         |         | +1,22%  | −0,56%  | +2,80%  |

| An:                | 2023    | 2024    |
| ------------------ | ------- | ------- |
| Număr de persoane: | 160.538 | 160.360 |
| Diferență:         |         | −0,11%  |

## Comune
- Belá
- Bitarová
- Brezany
- Čičmany
- Divina
- Divinka
- Dlhé Pole
- Dolná Tižina
- Dolný Hričov
- Ďurčiná
- Fačkov
- Gbeľany
- Horný Hričov
- Hôrky
- Hričovské Podhradie
- Jasenové
- Kamenná Poruba
- Kľače
- Konská
- Kotrčiná Lúčka
- Krasňany
- Kunerad
- Lietava
- Lietavská Lúčka
- Lietavská Svinná-Babkov
- Lutiše
- Lysica
- Malá Čierna
- Mojš
- Nededza
- Nezbudská Lúčka
- Ovčiarsko
- Paština Závada
- Podhorie
- Porúbka
- Rajec
- Rajecká Lesná
- Rajecké Teplice
- Rosina
- Stránske
- Stráňavy
- Stráža
- Strečno
- Svederník
- Šuja
- Teplička nad Váhom
- Terchová
- Turie
- Varín
- Veľká Čierna
- Višňové
- Zbyňov
- Žilina